# Lac Wanaka
Le lac Wanaka est un lac de l'île du Sud en Nouvelle-Zélande, située dans la région d'Otago à une altitude de 300 m. Recouvrant 192 km2, il est le quatrième plus grand lac de la Nouvelle-Zélande. Sa profondeur maximale est estimée à 300 m.

## Géographie
La ville de Wanaka à l'extrémité sud du lac est la porte d'entrée du parc national du mont Aspiring.
Le nom est d'origine maori, une corruption du mot oanaka, signifiant « le lieu d'Anaka », ce dernier étant un chef de l'iwi local.

## Géologie

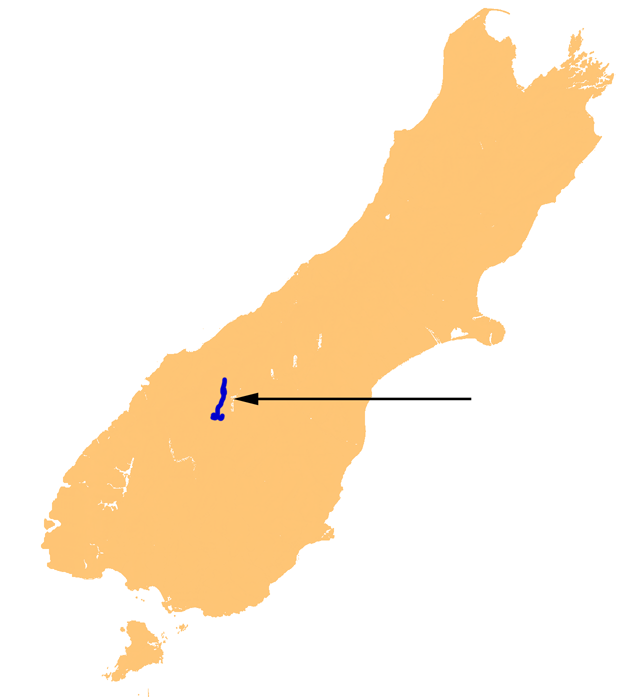
Carte montrant l'emplacement du lac Wanaka dans l'île du Sud.

Sa longueur maximale est de 42 km sur un axe presque nord-sud. Sa largeur maximale, près de l'extrémité sud, est de 10 km. La rive Ouest est bordée de hautes montagnes allant jusqu'à 2 000 m d'altitude ; la rive Est est également montagneuse, mais les pics y atteignent une altitude moindre.
Le lac se situe dans une vallée en forme de U créée par l'érosion glaciaire pendant une glaciation survenue il y a plus de dix mille ans. Il est alimenté par les rivières Matukituki et Makarora et est la source du fleuve Clutha. Le lac Hawea se trouve dans une vallée parallèle créée par un glacier 8 km plus à l'est. Ils sont séparés par une dorsale dont le point le plus étroit est large d'un kilomètre, lieu dit « The Neck ».
Plusieurs petites îles se trouvent au sud du lac, dont Rabbit, Stevensons et Harwich. Certaines servent aujourd'hui de sanctuaires écologiques, par exemple pour le Râle wéka sur l'île Stevensons,. La rive sud est peu accidentée, permettant l'installation de deux petites villes, Wanaka et Albert Town.

## Climat
Le climat du lac est tempéré avec des moyennes de 26,1 °C en janvier et 10,1 °C en juillet et des minimales de 1,4 °C en janvier et −8,2 °C en juin. La moyenne annuelle des précipitations est de 682 mm, c'est-à-dire pas très sec (quoiqu'il peut survenir des périodes de plusieurs semaines sans pluie), mais moins que les environs, dans le Fiordland au sud-ouest ou le West Coast à l'ouest. Les vents prédominants viennent du nord-ouest.

## Histoire
Les Maori ayant longtemps connu l'existence du lac, le premier Européen a l'avoir vu est Nathaniel Chalmers en 1853. Accompagné par des Maori, il marche de Tuturau (Southland) au lac en suivant le fleuve Kawarau ; au retour il descendra le Clutha sur un radeau. D'autres explorateurs qui y passent en 1859 trouvent dans la vallée du Makarora un village maori détruit par un raid de la part d'un iwi rival. Aux environs de 1861 plusieurs fermes d'élevage de moutons s'installent sud la rive sud du lac, et en 1862 le lac lui-même sera exploré sur une baleinière.

## Tourisme
L'élevage de moutons y est encore présent, mais les rives du lac abritent aujourd'hui plusieurs auberges et hôtels. Le lac Wanaka est très visité en été pour y nager, pêcher ou faire de la voile. Les montagnes et rivières aux alentours permettent du tourisme d'aventure, et en hiver le ski.
Le lac Wanaka est en fait un endroit spectaculaire débordant de grandeur, mais l'un de ses sites les plus photographiés présente un seul arbre très délicat. Connu en tant que « arbre de Wanaka »,, cette sentinelle solitaire est un symbole de la région d'Otaka. Il est également en danger : les saules fragiles sont nommés ainsi en raison de leurs branches fragiles, faciles à endommager.

## Galerie

Le nord du lac Wanaka avec ses montagnes environnantes. Avril 2019.

Le lac Wanaka vu depuis Boundary Creek. Avril 2019.

## Conservation
Étant l'un des rares lacs de l'île du Sud à ne pas avoir eu ses rives modifiées, le lac est protégé par une loi spéciale, le Lake Wanaka Preservation Act de 1973. Cette loi établit un groupe appelé Guardians of Lake Wanaka, dont les membres, choisis par le ministre de la conservation, proposent des mesures pour protéger le lac.
Une mauvaise herbe envahissante, Lagarosiphon, menace l'écosystème du lac depuis plusieurs années. Les tentatives d'éradication n'ont pas abouti. Le dragage est la technique la plus prometteuse, mais a tendance à épargner des parties isolées, qui deviennent par la suite des herbiers plus grands,.